# Jim Taylor (scénariste)
Pour les articles homonymes, voir Jim Taylor et Taylor.
Jim Taylor est un producteur et scénariste américain né en 1962 à Bellevue.

## Biographie
Jim Taylor est le mari de la réalisatrice Tamara Jenkins.
Avec Alexander Payne, il a coécrit les scénarios de Monsieur Schmidt et de Sideways, réalisés par Alexander Payne.
Il reçoit l'Oscar du meilleur scénario adapté pour Sideways en 2005 qu'il partage avec Alexander Payne

## Filmographie
- 2011 : The Descendants
- Citizen Ruth (scénariste)
- L'Arriviste (scénario)
- Jurassic Park 3 (scénariste)
- Monsieur Schmidt (scénariste)
- Sideways (scénariste)
- La Famille Savage (producteur)
- 2017 : Downsizing d'Alexander Payne (scénariste, en pré-production)